# Мухомор Виттадини
Мухомо́р Виттади́ни (лат. Amanita vittadinii) — гриб рода Мухомор, получивший видовое название в честь врача и миколога Карло Виттадини. О съедобности или токсичности этого вида литературные сведения противоречивы. Многие авторы описывают гриб как ядовитый, Р. Берто (1964) относит его к съедобным и популярным.

## Описание
Шляпка диаметром 7—17 см, мясистая, полуокруглая, позже от ширококолокольчатой до распростёртой. Край тонкий, гладкий или неровный, с возрастом рубчатый. Кожица беловатая, с буроватым или зеленоватым оттенком, покрыта крупными округлыми бородавками, у края чешуйками.
Мякоть белая, на срезе слегка желтеет, со слабым приятным запахом.
Пластинки свободные, широкие, частые, сначала белые, затем с серовато-кремовым оттенком. Имеются пластиночки.
Ножка 8—16×1,5—2,5 см, кверху слегка сужается. Поверхность белая, покрыта кольцами из заострённых белых чешуек.
Остатки покрывал: вольва быстро исчезает, заметна только у молодых плодовых тел; кольцо широкое, бородавчатое, двойное, с перепончатым краем.
Споровый порошок беловатый.
Микроскопические признаки
Споры 9—15×6,5—11 мкм, неправильно эллипсоидные, гладкие, амилоидные.
Базидии четырёхспоровые, булавовидные, 45—60×11—14 мкм.
Трама пластинок билатеральная, гифы диаметром 4—18 мкм.
Кожица шляпки, бородавки и чешуйки на ножке сходны по строению, состоят из удлинённых веретеновидных клеток размерами 80—120×15—30 мкм, переплетающихся с гифами субкутикулы.

## Экология и распространение

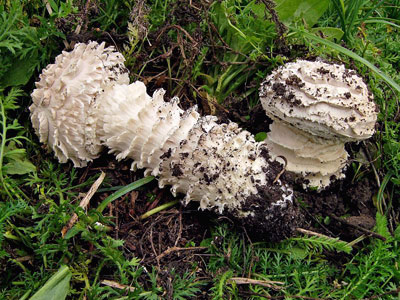
Мухомор Виттадини

Один из немногих мухоморов, плодоносящих без образования микоризы. Встречается в целинных степях, смешанных лесах, различных насаждениях.
Во время засухи плодовые тела этого гриба не погибают, а после прохождения дождей могут продолжать развитие.
Распространён в Европе, характерен для относительно тёплого климата: от Британских островов до Италии, на восток до Украины. Известно множество сообщений о нахождении мухомора Виттадини в Закавказье, в Азии (Израиль, Средняя Азия, Дальний Восток), Северной Америке (Мексика), Южной Америке (Аргентина), Африке (Алжир). Р. Таллосс считает подтверждёнными сообщения только из Европы.
Сезон апрель — октябрь.